# Punta San Julián
No confundir con el asentamiento Director Dunnose

La punta San Julián (en inglés: Dunnose Head) es un cabo ubicado en el oeste de la isla Gran Malvina, en el archipiélago de las Malvinas.
Forma la entrada sur de la bahía 9 de Julio y la norte de la bahía San Juilián. Se encuentra en aguas del paso Este, al frente de la Isla San Julián, que es la más austral de las islas del Pasaje.
Al sudeste de esta punta se encuentra un pequeño asentamiento, en aguas del paso Ruiseñor.